# 여성의 흡연
흡연은 신체에 매우 부정적인 영향을 미친다. 다양한 질병과 의학적 현상은 성별에 따라 다르게 나타나며, 담배의 영향도 마찬가지이다. 담배가 널리 퍼진 이후, 많은 문화권에서는 흡연을 남성만의 악으로 인식해 왔고, 이러한 인식으로 인해 남성과 여성 간의 담배 영향 차이에 대한 본격적인 연구는 최근에서야 진행되기 시작하였다.

## 국가 및 지역

### 이집트
본문: 이집트의 흡연 § 여성과 흡연

### 시리아
본문: 시리아의 흡연 § 여성과 흡연

### 가자

#### 가자 지구에서 여성 흡연에 대한 종교적 금지
2010년, 가자 지구의 하마스 주도 이슬람 정부는 여성들이 대중적으로 인기 있는 물담배(나르질라)를 공공장소에서 흡연하는 것을 금지하였다. 내무부 대변인은 “여성이 다리를 꼬고 공공장소에서 담배를 피우는 것은 적절하지 않다. 이는 우리 국민의 이미지를 훼손한다”고 설명하였다 이 금지는 그해 말 곧 해제되었고, 여성들은 가자의 크레이지 워터 파크 같은 인기 장소에서 다시 흡연을 시작하였다. 해당 워터파크는 하마스에 의해 폐쇄된 후, 2010년 9월 복면을 쓴 남성들에 의해 불에 타 파괴되었다. 미풍양속 확산 및 악행 방지 위원회(Committee for the Propagation of Virtue and the Prevention of Vice, 가자 지구)는 공공장소에서 흡연한 여성들을 체포한 바 있다.

### 일본
본문 : 일본의 흡연§ 일본 여성과 흡연
에도 시대 또는 그 이전에 담배는 일본에 전해졌다. 19세기 초까지 일본 여성들 중에서 주된 흡연자는 유녀(遊女, yūjo)들이었다.

### 조선민주주의공화국
추가 정보 : 조선민주주의공화국의 흡연§여성과 흡연

### 미국
미국에서 담배 산업은 1920년대부터 여성을 대상으로 한 선전 캠페인을 시작하였다. 이러한 캠페인들은 시간이 지남에 따라 더욱 공격적으로 변하였고, 전반적인 마케팅의 중요성이 커짐에 따라 더욱 두드러지게 나타났다. 여성만을 대상으로 하는 마케팅 관행은 현재까지 지속되고 있으며 전 세계적으로 확장되었다.
성별을 겨냥한 마케팅에는 포장과 "더 날씬한"과 "더 가벼운" 와 같은  슬로건, 그리고 영화나 인기 TV 프로그램에서 여성의 흡연을 홍보하는 방식이 포함되었으며, 이를 통해 담배 산업은 여성 흡연자의 비율을 증가시킬 수 있었다. 1980년대에는 담배 제품의 각 포장에 외과의 경고 문구를 인쇄하도록 규제되었고, 이로 인해 여성 흡연율의 증가 속도가 둔화되었다. 그러나 이후 광고가 보다 현대적인 모습으로 변화하고 젊은 세대에게 매력적인 포장 디자인을 사용하기 시작하면서 여성 흡연율은 다시 소폭 증가하였다. 최근 들어서는 공공장소에서의 흡연이 금지되면서 미국 내 흡연율이 감소하였다.

### 1920년대 이전
1908년 1월, 뉴욕 시의회는 설리번 조례(Sullivan Ordinance)를 만장일치로 통과시켰으며, 이 조례는 여성의 공공장소 흡연을 금지하는 내용을 담고 있었다. 그러나 당시 시장이었던 조지 B. 맥클레런 주니어는 2월에 이 조례에 거부권을 행사하였다. 이와 유사한 법률과 규정은 그 외에도 다수 존재하였다. 1911년에는 셔먼 반독점법(Sherman Anti-Trust Act)에 따라 아메리칸 토바코 트러스트(American Tobacco Trust)가 여러 개의 회사로 분할되었고, 이로 인해 각 회사의 생존에 있어 시장 점유율이 매우 중요해졌다. 그 결과로 생긴 경쟁은 제품과 마케팅 양측 모두에서 혁신을 촉진하였고, 궁극적으로 브랜드라는 개념으로 발전하게 되었다. 1915년까지 레이놀즈의 캐멀(Camel)은 최초의 진정한 전국 브랜드가 되었고, 그 뒤를 이어 리겟 앤 마이어스(Liggett & Myers)의 체스터필드(Chesterfield)와 아메리칸 토바코 컴퍼니(American Tobacco Company)의 럭키 스트라이크(Lucky Strike)가 등장하였다. 이들 브랜드는 현대적이었으며, 당시 미국 국민을 사로잡고 있던 현대적 감수성에 어필하였다.

### 1920년-1940년
20세기 초반, 금연 운동은 주로 여성과 아동을 대상으로 진행되었다. 흡연은 더러운 습관으로 간주되었으며, 여성이 흡연하는 것은 사회적으로 심각하게 비난받았다. 그러나 세기가 진행됨에 따라 여성의 평등에 대한 열망도 커지기 시작하였다. 여성 참정권 운동은 많은 여성들에게 권리 의식과 자유에 대한 감각을 불어넣었고, 담배 산업은 이를 마케팅 기회로 활용하였다. "자유의 횃불(Torches of Freedom)"이라는 표현은 20세기 초 미국에서 제1차 여성운동 물결 동안 여성들이 더 나은 삶을 추구하는 열망을 이용해 여성의 흡연을 장려하기 위해 사용된 구호였다. 이 용어는 정신분석학자A. A. 브릴(A. A. Brill)이 여성이 흡연을 갈망하는 자연스러운 욕구를 설명하면서 처음 사용하였고, 이후 에드워드 버네이스(Edward Bernays)가 사회적 금기를 깨고 여성들이 공공장소에서 흡연하도록 장려하기 위해 이 용어를 활용하였다. 담배는 남성과의 해방과 평등을 상징하는 기호로 묘사되었다.
담배 회사들은 1920년대 여성운동이 본격화되던 시기에 여성들에게 어필할 수 있도록 담배 마케팅을 시작하였다. 아메리칸 토바코 컴퍼니(American Tobacco Company)는 럭키 스트라이크(Lucky Strikes) 광고를 통해 여성을 주요 대상으로 삼기 시작하였다. 이들은 아멜리아 이어하트(Amelia Earhart)와 같은 유명 여성을 등장시키는 광고를 사용하였으며, 체중 감량 효과를 약속하기도 하였다. 대부분의 광고는 1920년대의 현대적인 여성들에게 어필할 수 있도록 자유롭고 자신감 있는 여성의 이미지를 전달하였다. 광고는 점점 더 화려해졌으며, 유명 인사들의 유료 추천과 함께 럭키 스트라이크가 삶을 어떻게 개선할 수 있는지에 대한 과장된 주장들도 포함되었다. 이들 중 가장 공격적인 캠페인은 사탕 산업에 직접 도전장을 내밀며 여성들에게 “사탕 대신 럭키를 집어 들라(Reach for a Lucky instead of a sweet)”고 촉구하였다. 이러한 공격적인 캠페인은 성공을 거두어, 럭키 스트라이크는 10년 이내에 가장 많이 소비되는 브랜드가 되었다.
다른 회사들도 아메리칸 토바코 컴퍼니의 성공적인 광고 캠페인을 본따 자신들만의 방식으로 뒤따랐다. 필립 모리스 컴퍼니(Phillip Morris Company)는 1925년에 말보로(Marlboro) 담배를 출시하였다. 말보로는 “5월처럼 순하다(as mild as May)”는 문구로 광고되었으며, 여성들의 취향에 맞는 우아한 상아색 필터 팁을 특징으로 내세웠다. 다른 브랜드들도 여성의 미적 감각과 스타일을 자극하는 유사한 광고를 내세웠고, 담배는 많은 여성들의 삶에서 매혹적인 요소로 자리잡게 되었다. 체중 증가에 대한 두려움은 여성이 흡연을 지속하는 주요 이유로 남아 있다. 이러한 광고 캠페인은 담배를 평등, 자율성, 매력, 그리고 아름다움이라는 특정한 특성을 지닌 제품으로 효과적으로 홍보하였다.
1929년 에드워드 버네이스(Edward Bernays)는 뉴욕 부활절 일요일 퍼레이드에서 여성들에게 “자유의 횃불”을 피우도록 대가를 지불하며 담배를 피우게 하기로 결정하였다. 이는 그 당시까지 여성들은 자신들의 집과 같은 특정한 장소에서만 흡연이 허용되었기 때문에 큰 충격을 주었다. 그는 행진에 참가할 여성들을 매우 신중하게 선정했는데, “그들이 매력적이어야 하지만 너무 모델 같아 보이지는 않아야 한다”고 생각하였으며, 좋은 사진이 찍혀 전 세계에 게재될 수 있도록 자신의 사진작가들을 고용하였다. 루스 헤일(Ruth Hale)은 여성들에게 행진에 참여할 것을 촉구하며 “여성들이여! 또 다른 자유의 횃불을 밝혀라! 또 다른 성별 금기를 싸워라!”라고 외쳤다. 영상이 공개되자 여성들의 행진은 평등을 위한 시위로 여겨졌고 전국적으로 논의를 촉발하였다. 담배 광고에서 여성을 겨냥한 마케팅은 여성 흡연율 증가로 이어졌다. 1923년 여성은 판매된 담배의 5%만을 구매했으나, 1929년에는 그 비율이 12%로, 1935년에는 18.1%로 증가하였으며, 1965년 33.3%로 정점을 찍고 1977년까지 이 수준을 유지하였다.
1934년, 에드워드 버네이스(Edward Bernays)는 여성들이 럭키 스트라이크(Lucky Strikes)를 구매하기를 꺼려하는 이유가 녹색과 빨간색으로 된 패키지가 여성들의 일반적인 패션과 맞지 않기 때문이라는 문제를 해결해 달라는 요청을 받았다. 버네이스가 패키지 색상을 중립적인 색으로 변경할 것을 제안했으나, 아메리칸 토바코 컴퍼니(American Tobacco Company) 사장 조지 워싱턴 힐(George Washington Hill)은 이미 패키지 광고에 수백만 달러를 썼다며 이를 거부하였다. 이에 버네이스는 녹색을 유행하는 색상으로 만드는 데 주력하였다. 그의 노력의 중심에는 나르시사 콕스 밴더립(Narcissa Cox Vanderlip)이 주최한 월도프 아스토리아(Waldorf Astoria)에서 열린 그린 볼(Green Ball)이라는 사교 행사가 있었다. 이 행사의 명목과 익명의 후원자는 수익금이 자선단체에 기부된다는 것이었다. 유명한 상류층 여성들이 녹색 드레스를 입고 참석하였다. 의류 및 액세서리 제조업체와 소매업체들은 녹색에 대한 열기가 커지고 있음을 알림받았다. 지식인들은 녹색을 주제로 한 고상한 강연을 하도록 동원되었다. 그린 볼이 실제로 열리기도 전에 버네이스 사무실의 여러 방법으로 독려받은 신문과 잡지들은녹색이 대유행이라는 아이디어를 이미 받아들였다.
노스아메리카와 영국판 보그(Vogue) 잡지에 대한 내용 분석에서 셰릴 크라스닉 워쉬(Cheryl Krasnick Warsh)와 페니 틴클러(Penny Tinkler)는 1920년대부터 1960년대까지 여성 흡연자의 표현 양상을 추적하였다. 그들은 이 잡지가 “담배를 여성 엘리트 문화 내에 위치시켰으며,” “라이프스타일, ‘외모’, 그리고 여성의 자신감이라는 주제를 통해 엘리트주의의 바람직한 특성으로 제시된 행동과 외모의 집합체와 연관시켰다”고 결론 내렸다.

### 1950년대–1970년대

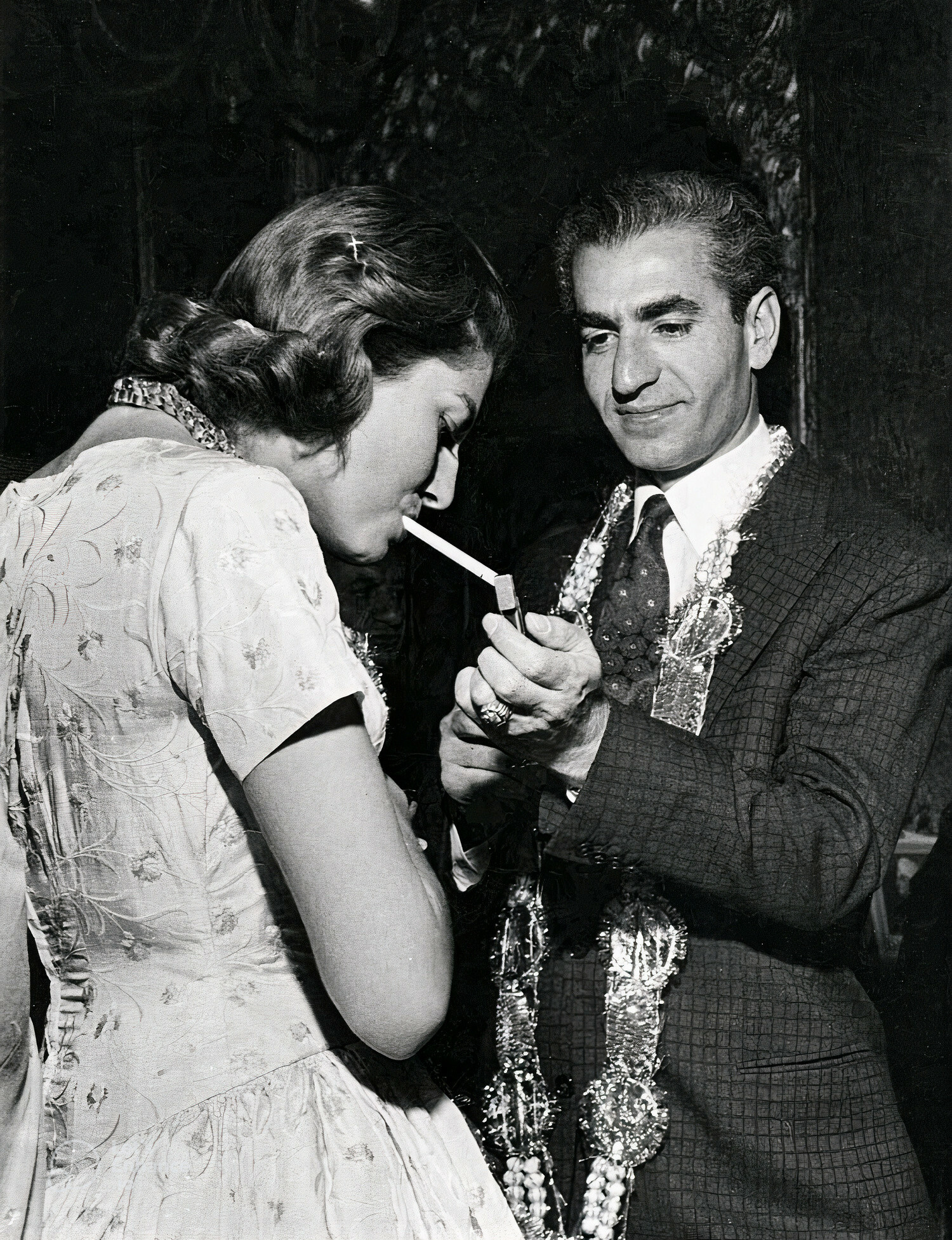

1950년대 후반과 1960년대 초반에는 새로운 담배 브랜드들이 대거 등장하였다. 이 시기에 출시된 각 담배 브랜드는 고유한 이점을 광고하였다. 담배 마케팅에서 주요한 새로운 혁신은 필터 담배였다. 필터는 담배를 덜 자극적으로 만들었으며, 잠재적으로 해로운 입자를 제거하는 것처럼 보이는 효과를 제공하였다. 1950년대는 말보로가 엘리트 담배에서 대중적인 담배로 브랜드 이미지를 전환하기 시작한 시기였으며, 운동선수와 더 유명하게는 카우보이 같은 강인한 말보로 남성들이 등장하였다. 이러한 말보로 브랜드 이미지 변화로 인해 필립 모리스는 여성을 겨냥한 담배 제품이 부족한 상황이 되었다.
1950년대는 담배 회사들의 광고 붐이 시작된 시기이기도 하였다. 유명 영화 및 텔레비전 배우들이 등장하는 광고가 보편화되었으며, 담배 회사들은 텔레비전 쇼, 게임 쇼 및 기타 대중 매체의 후원에도 나서기 시작하였다. 가장 인기 있었던 사례 중 하나는 필립 모리스(Philip Morris)가 후원한 《아이 러브 루시(I Love Lucy)》 쇼였다. 오프닝에는 쇼의 두 주인공이 거대한 필립 모리스 담배 한 갑과 함께 등장하였다. 또한 《유어 히트 퍼레이드(Your Hit Parade)》 쇼는 아메리칸 토바코(American Tobacco)의 럭키 스트라이크(Lucky Strike) 브랜드가 자랑스럽게 후원하였다.
1965년에는 여성 흡연율이 33.9%에 달한다는 보고가 있었다. 버지니아 슬림스(Virginia Slims)는 1968년에 출시되었으며, “You’ve come a long way baby”라는 캐치프레이즈를 사용하였다. 이는 여성 전용 담배로 마케팅된 최초의 담배였다. 이 담배는 더 길고, 더 날씬하며, 전반적으로 더 우아하고 여성스러운 디자인이었다. 광고에는 세탁이나 집안일과 같은 일상적인 일을 하는 여성들의 사진과 대비되는 화려한 여성들의 사진이 함께 사용되었다. 1970년에는 리겟 앤 마이어스 담배 회사(Liggett & Myers Tobacco Company)가 여성 전용 담배인 이브(Eve)를 출시하였다. 이브 담배는 버지니아 슬림스보다 확실히 더 여성스러운 이미지를 가지고 있었다. 이브는 포장과 담배 자체에 꽃이나 기타 여성적인 모티프를 특징으로 하였다.
1970년대는 텔레비전 광고의 종말과 흡연의 위험성에 대한 건강 경고가 포함된 인쇄 광고의 시작을 알렸다. 또한 1970년대에는 미국 공중위생국에서 흡연의 건강상의 결과에 관한 연례 보고서가 거의 매년 발표되었다. 1970년에는 여성 흡연율이 31.5%에 달했다는 보고가 있었다. 담배 회사들은 텔레비전 광고가 금지되었으나, 영리하게도 시장의 초점을 스포츠 및 엔터테인먼트 행사 후원으로 옮겼다. 1973년에는 “성 대결(The Battle of the Sexes)”로 불린 널리 알려진 테니스 경기가 열렸는데, 이 경기에는 버지니아 슬림스의 오랜 홍보대사였던 빌리 진 킹(Billie Jean King)이 브랜드의 스팽글과 색상을 입고 참가하였다. 1970년대 미국은 테니스 열풍이었고, 빌리 진 킹은 슈퍼스타였다. 버지니아 슬림스는 약 20년 동안 여자 테니스 협회 투어(Women’s Tennis Association Tour)를 후원하였다. 1970년대는 필터 담배가 시장을 거의 완전히 장악하면서 마무리되었다.

### 1980년대–2010년대
1980년대는 여성 흡연의 건강 영향에 관한 첫 외과의 경고관 보고서가 발표되면서 시작되었다. 이 보고서는 1964년 공중위생국장 보고서가 발표된 지 거의 15년 후에 발간되었으며, 담배 회사들이 여성들을 대상으로 마케팅을 시작한 지 거의 60년이 지난 시점이었다. 1980년 여성 흡연율은 29.3%였다. 1987년, 브라운 앤 윌리엄슨(Brown & Williamson)은 카프리(Capri) 담배를 출시하였는데, 이는 다른 여성용 담배들과 마찬가지로 길고 날씬하며 우아한 디자인으로 여성의 손에 맞게 제작되었다.
1990년 여성 흡연율은 22.8%로, 서서히 감소하는 추세를 이어갔다. 버지니아 슬림스 테니스 투어는 23년간의 성공적인 활동 끝에 1994년에 종료되었다. 이는 흡연에 대한 공공 여론이 변화하기 시작하면서 1980년대와 1990년대에 종료된 여러 다양한 광고 방식 중 하나였다. 1990년대에는 공공장소와 직장에서의 흡연 제한이 지속적으로 강화되었다. 1980년대 후반과 1990년대에는 청소년과 젊은 성인을 대상으로 한 마케팅도 증가하였는데, 여성 대상 마케팅 전략과 유사한 방법들이 이들 그룹에도 적용되었다. 1998년에는 여성 흡연율이 22%로 감소하였으며, 같은 해에 마스터 합의 협정(Master Settlement Agreement)이 체결되었다.
21세기 초반, 여성 흡연율은 22.8%로, 이전 10년과 비교하여 약간 증가하였다. 1998년 합의 협정 이후 광고와 마케팅은 정체된 상태를 유지하였다. 광고 캠페인들은 더 현대적이고 최첨단의 포장과 언어를 제시하여, 젊고 세련된 인구층에게 어필하고자 하였다. 2001년에는 여성과 흡연에 관한 최신 외과의 경고관 보고서가 발표되었다. RJ 레이놀즈(RJ Reynolds)는 2007년에 여성 시장에 진입하여 캐멀 넘버 9(Camel No. 9) 담배를 출시하였다. 이 제품의 포장은 매우 현대적이면서도 여성스러운 느낌을 주며, 검은색 포장에 뚜렷한 대비를 이루는 분홍색 가장자리를 특징으로 하며, 내부는 분홍색 호일로 덮여 있다. 담배는 라이트와 멘솔 라이트 종류로 판매되며, 후자는 일반 라이트의 분홍색 대신 청록색 강조와 호일을 특징으로 한다. 이 세기의 첫 10년은 대규모 흡연 규제로도 특징지어졌다. 여러 도시, 자치단체, 주에서는 바, 식당 및 기타 다양한 공공장소에서의 흡연을 금지하는 법안을 통과시켰다. 이러한 현상은 미국 내 흡연율 감소에 기여하는 증가하는 추세이다. 미국 내 전체 흡연율은 1950년 약 46%에서 2004년 약 21%로 감소하였다. 흡연율은 2000년대와 2010년대에 걸쳐 서서히 감소하였다. 2017년에는 현재 흡연자의 비율이 14.0%로 떨어졌고, 과거 흡연자의 비율은 증가하였으며, 이 수치는 10년대 말까지 정체되었다. 남성 동료들에 비해 여성은 흡연 가능성이 현저히 낮았는데, 남성은 15.3%가 여전히 흡연하는 반면 여성은 12.7%만이 현재 흡연자였다.

### 2020년대 이후
미야타 쇼코(Shoko Miyata)는 2024년 올림픽에 선발되었으나, 팀의 행동 강령에 위배되는 흡연 사실이 적발되어 그녀가 주장으로 있던 일본 여자 기계체조 올림픽 팀에서 제외되었다.

## 건강에 미치는 일반적인 영향
주요 기사: 담배가 건강에 미치는 영향
미국 질병통제예방센터(Centers for Disease Control and Prevention)에 따르면,  흡연은 미국에서 예방 가능한 사망 원인 중 가장 큰 비중을 차지하며, 사회에 상당한 건강 관련 경제적 비용을 초래한다. 1995년부터 1999년 사이에 흡연으로 인해 연간 약 44만 건의 조기 사망이 발생하였으며, 약 1,570억 달러에 달하는 “건강 관련 경제 손실”이 발생하였다. 흡연은 다양한 부정적인 건강 영향과 관련되어 위험을 증가시키는 것으로 알려져 있다. 예를 들어, “담배 흡연은 전체 암의 약 3분의 1을 차지하며, 폐암 사례의 90%를 포함한다. 또한 만성 기관지염과 폐기종과 같은 폐 질환을 유발하고, 뇌졸중, 심장마비, 혈관 질환, 동맥류 등을 포함한 심장 질환 위험을 증가시킨다.” 2004년 발표된 “흡연의 건강 결과(The Health Consequences of Smoking)”라는 제목의 외과의 경고관 보고서에 따르면, 흡연의 다른 결과로는 백내장 위험 증가, 항산화제 특히 비타민 C 수치 저하, 염증 증가, 그리고 치주염 등이 포함된다.

## 성별 차이와 여성에게 미치는 건강 영향
참조 : 모유 수유의 어려움:흡연, 자궁경부암:원인, 폐경기:추가 요인, 유방 안검하수:원인, 유방암의 위험 요인: 담배, 흡연 및 여성 불임, 흡연 및 임신
미국에서는 전체적인 흡연율이 감소하고 있음에도 불구하고 — “1998년 24.1%에서 2008년 20.6%로” — 남성의 흡연율이 더 높음에도 불구하고, 성별에 따른 건강 영향은 여성이 더 큰 불리함을 겪고 있음을 보여준다. “2008년에는 남성의 흡연율이 23%로 여성의 18.3%보다 높았으나,” 이 성별 격차는 점차 줄어드는 것으로 보인다. 최근 여성 흡연율 증가 이전에는 여성들이 남성보다 흡연의 영향에서 다르게 경험하는 경우가 많았다. 예를 들어, 여성 흡연자는 남성 흡연자보다 평균 수명 감소 폭이 더 크다. 성인 남성은 흡연으로 인해 평균 13.2년의 수명을 잃는 반면, 성인 여성 흡연자는 평균 14.5년의 수명을 잃는다. 이러한 남성 흡연자의 수명 감소는 전반적인 성별 수명 차이와 유사한 양상을 보인다. 그러나 흡연자에 한해서는 남성이 여성보다 더 많이 흡연하는 경향이 있다. 그럼에도 불구하고 여성은 더 심각한 악영향을 나타내고 있다.
앞서 언급한 바와 같이, 흡연은 폐암 사례의 대부분 원인으로 작용한다. 수년에 걸쳐 여성의 폐암 사망률은 급격히 증가하였다. “1987년에는 폐암이 유방암을 제치고 미국 여성 암 사망 원인 1위가 되었다.” 현재 여성 폐암 사망의 80%가 흡연에 기인한다. 유방암 연구와 치료법 개발을 위한 기금 모금 캠페인이 더 활발하게 이루어지고 있음에도 불구하고, 폐암으로 사망하는 여성은 더 많다. 연구에서는 여성들이 남성과 유사한 노출에도 불구하고 폐암에 더 취약한지 여부를 계속해서 검토하고 있으나, 명확한 결론을 내리기 어렵고 이 문제는 여전히 논란 중이다. 만성 폐쇄성 폐질환(COPD) 또한 여성 흡연자에게 중요한 문제이다. COPD 위험은 흡연량과 기간에 따라 증가하며, COPD 사망의 90%가 흡연에 의해 발생한다.
흡연이 심혈관 건강에 미치는 영향에서도 성별 차이가 나타난다. 심장 질환은 여전히 전국적으로 주요 사망 원인 중 하나이며, 그 위험 요인 중 하나가 흡연이다. 여성에게 특이한 점은, 흡연이 여성 호르몬인 에스트로겐과 동맥 막힘을 예방하는 고밀도 지단백질(HDL) 수치를 낮춘다는 것이다. 많은 여성에게 흡연이 심장 건강에 미치는 영향은 인생 후반부에 분명해진다. 현재 흡연 중인 여성들 사이에서는 “40세 이후 심장 질환 또는 폐암으로 사망할 확률이 유방암 사망 확률을 초과하며, 55세 이후에는 그 차이가 최소 5배 이상이다.” 특히 여성들이 피임약을 복용하는 경우 이 습관은 더욱 중요한데, 두 가지 요인이 함께 작용할 때 여성의 뇌졸중이나 심장마비 발생 위험이 더욱 증가한다.
노년기의 여성들을 관찰해 보면, 폐경 이후 흡연하는 여성은 비흡연자에 비해 골밀도가 낮고 고관절 골절이 더 자주 발생하는 경향이 있다. 가임기 여성의 경우, 흡연은 생식 건강과 임신 결과에 영향을 미친다. 연구에 따르면 흡연은 여성의 임신을 어렵게 만들며 불임을 초래할 수도 있다. 임신 중 흡연하는 여성은 조산과 저체중 출생아를 낳을 확률이 높아진다. 태아에게 미치는 심각한 영향 중 하나는 영아 돌연사 증후군(SIDS)이다. 연구들은 “임신 중과 출산 후에 흡연하는 어머니의 영아가 비흡연 어머니의 영아보다 영아 돌연사 증후군으로 사망할 확률이 3~4배 더 높다”고 보여준다. 임신 중 흡연은 또한 태아 사망, 조산, 태반 조기박리 등을 유발할 수 있다. 이 밖에도 조기 폐경을 일으킬 수 있다.

## 미래: 여성, 흡연, 그리고 세계화
선진국에서 흡연율이 감소하는 반면, 개발도상국에서는 흡연율이 증가하고 있다. 주요 담배 제조업체들은 지난 35년간 수출 담배 수량을 세 배 이상 늘렸다. 담배 회사들은 미국 여성들을 끌어들이던 초기 전략과 유사한 방법을 다른 나라 여성들에게도 사용하고 있다. 담배를 현대적이고, 권한을 부여하며, 해방시키는 것으로 묘사하는 매력적인 광고를 제공함으로써 가능한 한 서구화되기를 열망하는 여성 흡연자들을 끌어들이고 있다. 미국에서 시행된 흡연 금지는 전 세계적으로도 확산되고 있다. 다른 나라들에서도(미국과 마찬가지로) 담배 제조업체들은 이벤트 후원, 소매점 추천, 위성 방송 채널과 같은 대체 시장에서의 광고를 통해 광고 제한을 우회하고 있다. 이러한 방법들은 담배 산업에 상당한 성공을 가져다주었다. 전 세계 시장에서 여성 소비자가 점점 증가하는 추세가 앞으로도 계속될 것으로 압도적으로 전망된다.

### 더 깊이 살펴보기: 여성, 흡연 그리고 세계화
여성 흡연을 논할 때, 흡연 및 담배 사용이 서구 세계의 국경에 국한되지 않고 전 세계적인 문제임을 고려하는 것이 매우 중요하다. 세계보건기구(WHO)는 “선진국 여성의 약 22%와 개발도상국 여성의 약 9%가 담배를 흡연한다”고 밝히며 지역별 여성 흡연율의 현격한 차이를 지적한다. 그러나 수치상으로는 개발도상국에서 흡연하는 여성의 수가 더 많을 수 있다.
프레드 C. 팜펠(Fred C. Pampel)은 자신의 글에서 이러한 차이가 존재하는 이유를 젠더 평등, 담배 확산, 경제적 요인 및 흡연 정책과 관련지어 설명한다. 전통적인 성 역할이 변화한 국가의 여성들은 흡연을 시작하는 것이 사회적으로 더 용인된다. 하지만 이러한 증거가 선진국 여성의 흡연 현상을 깊이 있게 살펴보는 데 방해가 되어서는 안 된다.
선진국에서 흡연율은 천천히 감소하고 있지만, 중저소득 국가에서는 흡연율이 증가하고 있다. 이는 남성 흡연율이 높은 개발도상국 내 여성들에게 특히 큰 영향을 미치는데, 이들은 가장 위험에 처해 있기 때문이다. 전 세계 담배 사용자의 약 70%가 개발도상국에 거주하며, 이들 국가 남성의 약 절반이 흡연자이다. 여성들이 주로 흡연하지는 않지만, 환경 담배 연기(ETS)에 노출되고 있다. 남성 흡연자가 많은 환경에서는 여성들이 가정이나 직장 어디에 있든 간접흡연 위험이 증가한다. 흡연과 간접흡연은 여성의 건강뿐만 아니라 그 자녀의 건강에도 해로운 영향을 미친다. 이러한 문제는 이미 여성 의료 서비스가 제한적인 개발도상국에서 더욱 심각하게 나타난다.
라틴 아메리카와 아프리카 일부 국가, 인도 및 파키스탄의 임산부를 대상으로 한 연구에서는 “라틴 아메리카 여성들이 가장 높은 담배 사용률을 보였다”고 나타났다. 담배 사용자와 함께 사는 확률 역시 라틴 아메리카에서 높았으나 아시아가 가장 높았다.[56] 아르헨티나와 우루과이는 과거에 규칙적으로 흡연했거나 현재 임신 중 흡연했으며, 여성이 흡연하는 것을 수용 가능한 것으로 생각하는 여성의 비율이 가장 높았다. 아르헨티나와 브라질을 포함하는 라틴 아메리카 지역에는 세계 최대 담배 생산국의 5분의 1이 위치한다. 이들 국가에서 담배 생산이 증가하면서 담배 가격이 크게 낮아졌다. 이 두 국가에서 말보로(Marlboro)와 같은 고급 담배 한 갑의 가격은 1달러에서 1.99달러 사이로, 담배에 대한 접근성을 높이고 소비를 촉진한다. 이는 인구 전체에 심각한 영향을 미친다. 여성 흡연율 또한 우려되는 점이다. 아르헨티나에서는 여성 흡연율이 22.6%인 반면, 우루과이 등 다른 국가에서는 25.1%에 달한다.
남성의 담배 사용률이 감소할 것으로 예상되는 반면, 여성의 흡연율은 2025년까지 여성 인구의 20%까지 증가할 것으로 추정된다. 여성 흡연 증가의 주요 촉매제는 세계화로, 중저소득 지역에 대한 담배 제품 마케팅이 확대될 수 있게 한다. 다국적 담배 회사들은 시장 확장 노력을 기울이면서 특히 여성에 주목하고 있다. 광고에는 ‘멘톨’, ‘마일드’, ‘라이트’와 같은 단어가 자주 포함되며, “흡연을 해방과 화려함에 연결하는 매혹적인 마케팅 캠페인”을 통해 여성을 공략한다. 그 결과 아시아, 아프리카, 라틴 아메리카와 같은 지역에서 여성의 담배 사용률이 증가하였다. 개발도상국의 엄격하지 않은 담배 규제 정책은 여성 흡연 증가를 막기 위한 광고 제한이나 과세가 거의 또는 전혀 없는 환경을 조성한다. 개발도상국 여성들이 더욱 불리한 위치에 놓이는 이유는 담배 생산이 이들 지역으로 크게 이동하면서 주로 담배 수확에 관여하게 되기 때문이다.
이러한 여러 영향으로 인해 여성들이 금연하는 것은 매우 어려울 수 있다. 선진국들에서는 여성들을 위한 가장 성공적인 금연 방법을 탐구하고자 관련 연구들이 진행되어 왔다. 많은 연구에서 스스로 금연을 시도한 여성들은 “초기 금연 성공률이 낮고, 추적 관찰 시에도 금연 상태를 유지할 가능성이 적다”고 보고하였다. 그러나 개발도상국 여성들은 저소득층이라는 이유로 추가적인 장벽을 경험한다. 선진국 여성들은 금연 프로그램을 이용할 수 있는 반면, 개발도상국 여성들은 그러한 프로그램이 많지 않다. 후자의 여성들은 자신의 건강뿐만 아니라 자녀의 건강에 대한 흡연의 부정적 영향을 교육하는 프로그램에서 큰 혜택을 받을 수 있다. 이러한 프로그램들이 가장 필요로 하는 여러 지역에서 제대로 시행되지 않을 수 있지만, 여러 단체가 여성 흡연 문제를 대중의 관심에 알리기 위해 노력해 왔다. 예를 들어, 세계보건기구(WHO)는 여성 흡연 문제의 범위를 전 세계적으로 보여 주는 데 도움이 되는 《담배 아틀라스(The Tobacco Atlas)》를 발간하였다. 이 단체는 또한 164개 당사국이 지지하는 조약인 ‘담배 규제 기본협약(Framework Convention on Tobacco Control)’을 협상했는데, 이는 “담배 유행의 세계화에 대응하기 위한 것”이다. 이 이니셔티브는 특히 여성들이 받는 영향에 주목하고 있다. 요컨대, 서구 세계의 경계를 넘어 여성 흡연을 살펴볼 때, 문제의 전면적인 양상이 드러난다.

## 같이 보기
- 니코틴 마케팅의 역사(영어판)
- 니코틴 마케팅(영어판)
- 난소암

## 참고문헌
1. ↑  Gaza ban on women smoking pipes, Reuters, 19 July 2010, The Independent.
2. ↑  "Edict lifted for female smokers" Jason Koutsoukis, July 29, 2010, The Sunday Morning Herald.
3. ↑  Gunmen torch Gaza beach club shuttered by Hamas, AFP 19-09-2010
4. ↑  Jonathan Spyer, Analysis: The Islamic republic of Gaza, Jerusalem Post 29-09-2009
5. ↑  NAGASHIMA, Atsuko (2007년 6월 30일). “ja:『農業図絵』にみる喫煙とジェンダー” (PDF) (일본어). Kanagawa University Repository. 2012년 5월 16일에 확인함.
6. ↑  “NO PUBLIC SMOKING BY WOMEN NOW” (영어). The New York Times. 1908년 1월 21일. 1면. 2008년 6월 22일에 확인함.
7. ↑  Brandt, Allan M. (2007). The Cigarette Century. New York: Basic Books, page 57.
8. ↑  Sims, Michael (1997년 10월 13일). “The Smoldering Fire”. Nashville Scene. 2008년 6월 22일에 확인함.
9. ↑  Brandt, Allan M. 2007. The Cigarette Century: The Rise, Fall, and Deadly Persistence of the Product that Defined America. New York: Basic Books, pp. 54–55
10. ↑  Brandt, Allan M. 2007. The Cigarette Century: The Rise, Fall, and Deadly Persistence of the Product that Defined America. New York: Basic Books, pp. 57–59
11. ↑  Brandt, Allan M. 2007. The Cigarette Century: The Rise, Fall, and Deadly Persistence of the Product that Defined America. New York: Basic Books, pp. 70–73
12. ↑  “Tobacco Timeline: The Twentieth Century 1900-1949--The Rise of the Cigarette”. 《www.tobacco.org》 (영어). 2003년 4월 3일에 원본 문서에서 보존된 문서.
13. ↑  Brandt, Allan M. 2007. The Cigarette Century: The Rise, Fall, and Deadly Persistence of the Product that Defined America. New York: Basic Books, pp. 71–78
14. ↑  Brandt, Allan M. (2007). The Cigarette Century. New York: Basic Books, pp. 84-85.
15. ↑  O'Keefe, Anne Marie; Pollay, Richard W. (1996). “Deadly Targeting of Women in Promoting Cigarettes”. 《Journal of the American Medical Women's Association》 (영어) 51 (1–2): 67–69. PMID 8868553.
16. ↑  Larry Tye, The Father of Spin (1999), p. 35-38.
17. ↑  Tye (1999), p. 39. "Vogelman signed up and invited fashion editors to the Waldorf for a Green Fashions Fall Luncheon with, of course, green menus featuring green beans, asparagus-tip salad, broiled French lamb chops with haricots verts and olivette potatoes, pistachio mousse glacé, green mints, and crème de menthe. The head of the Hunter College art department gave a talk entitled "Green in the Work of Great Artists," and a noted psychologist enlightened guests on the psychological implications of the color green. The press took note, with the New York Sun headline reading, "It looks like a Green Winter." The Post predicted a "Green Autumn," and one of the wire services wrote about "fall fashions stalking the forests for their color note, picking green as the modish fall wear."
18. ↑  Warsh, Cheryl Krasnick; Tinkler, Penny (2007). “Conference Selections: In Vogue: North American and British Representations of Women Smokers in Vogue, 1920s-1960s”. 《Canadian Bulletin of Medical History》 (영어) 24 (1): 9–47. doi:10.3138/cbmh.24.1.9. JSTOR VIUSpace. PMID 17644930.
19. ↑  Brandt, Allan M. 2007. The Cigarette Century: The Rise, Fall, and Deadly Persistence of the Product that Defined America. New York: Basic Books, pp.262–263
20. 1 2 3 4  “Tobacco Timeline: The Twentieth Century 1950 - 1999--The Battle is Joined”. 《www.tobacco.org》 (영어). 2003년 6월 5일에 원본 문서에서 보존된 문서.
21. ↑  Brandt, Allan M. 2007. The Cigarette Century: The Rise, Fall, and Deadly Persistence of the Product that Defined America. New York: Basic Books, p. 325
22. 1 2  “Smoking and Tobacco Use :: Pre-1994 Surgeon General's Reports :: Office on Smoking and Health (OSH) :: CDC”. 《www.cdc.gov》 (영어). 2009년 6월 4일에 원본 문서에서 보존된 문서.
23. ↑  “Reports of the Surgeon General”. 《Profiles in Science》 (영어). 2020년 7월 12일에 확인함.
24. 1 2  “Tobacco Timeline: The Twenty-First Century -- The New Millenium”. 《www.tobacco.org》 (영어). 2003년 4월 3일에 원본 문서에서 보존된 문서.
25. ↑  CDCTobaccoFree (2020년 1월 23일). “Surgeon General's Reports on Smoking and Health”. 《Centers for Disease Control and Prevention》 (미국 영어). 2020년 7월 12일에 확인함.
26. ↑  “Trinkets & Trash: Artifacts of the Tobacco Epidemic”. 《www.trinketsandtrash.org》. 2007년 6월 27일에 원본 문서에서 보존된 문서.
27. ↑  "Cigarette Smoking Among Adults—United States, 2004", Morbidity and Morality Weekly Report 54, no. 44 (2005).
28. ↑  CDC (2020년 12월 15일). “Current Cigarette Smoking Among Adults in the United States”. 《Centers for Disease Control and Prevention》 (미국 영어). 2021년 3월 17일에 확인함.
29. ↑  “US adult smoking rate looks unchanged, vaping rate higher” (영어). ABC News. 2021년 3월 17일에 확인함.
30. ↑  Kano, Shintaro (2024년 5월 18일). “NHK Trophy 2024: Miyata Shoko Romps to Third Successive Women's Title - and a Gymnastics Quota at Paris 2024”. 《International Olympic Committee》 (영어). 2024년 5월 18일에 확인함.
31. ↑  NEWS, KYODO. “Olympics: Japan women's gymnastics captain Shoko Miyata to leave team over smoking”. 《Kyodo News+》 (영어). 2024년 7월 19일에 확인함.
32. ↑  "Annual Smoking-Attributable Mortality, Years of Potential Life Lost, and Economic Costs – United States, 1995—1999", MMWR: Morbidity and Mortality Weekly Report 51, no. 14 (April 12, 2002): 300-3
33. ↑  Institute on Drug Abuse, "Cigarettes and Other Tobacco Products", June 2009, http://www.nida.nih.gov/pdf/infofacts/Tobacco09.pdf
34. ↑  U.S. Department of Health and Human Services. The Health Consequences of Smoking: A Report of the Surgeon General. Atlanta: U.S. Department of Health and Human Services, Centers for Disease Control and Prevention, National Center for Chronic Disease Prevention and Health Promotion, Office on Smoking and Health, 2004
35. 1 2  Cigarette Smoking Among Adults and Trends in Smoking Cessation – United States, 2008
36. ↑  "Annual Smoking-Attributable Mortality, Years of Potential Life Lost, and Economic Costs – United States, 1995—1999".
37. ↑  National Center on Addiction and Substance Abuse at Columbia University. Women under the Influence. Baltimore: Johns Hopkins University Press, 2006.
38. ↑  CDC. "Highlights: Health Consequences of Tobacco Use Among Women.<https://www.cdc.gov/tobacco/data_statistics/sgr/2001/highlights/consequences/index.htm
39. ↑  CDC. "Highlights: Health Consequences of Tobacco Use Among Women.<https://www.cdc.gov/tobacco/data_statistics/sgr/2001/highlights/consequences/index.htm
40. ↑  U.S. Department of Health and Human Services. Women and Smoking: A Report of the Surgeon General. Atlanta: U.S. Department of Health and Human Services, Centers for Disease Control and Prevention, National Center for Chronic Disease Prevention and Health Promotion, Office on Smoking and Health, 2001
41. ↑  CDC. "Deaths and Mortality" < https://www.cdc.gov/nchs/fastats/deaths.htm>
42. ↑  Rosenfield, L. E., "Women and Heart Disease" <http://www.med.yale.edu/library/heartbk/19.pdf>
43. ↑  Woloshin, S., et al., "The risk of death by age, sex, and smoking status in the United States: Putting health risks in context", Journal of the National Cancer Institute, 100, no. 12 (2008): 845-53
44. ↑  Harvard Medical School. "His and hers heart disease", Harvard Health Letter 34, no. 11 (2009): 1
45. 1 2  Women and Smoking: A Report of the Surgeon General
46. 1 2  American Cancer Society. "Women and Smoking" <http://www.cancer.org/docroot/PED/content/PED_10_2X_Women_and_Smoking.asp>
47. ↑  Ahmad, Saiyed (2019). “AWARENESS OF THE IMPACT OF MATERNAL SMOKING ON PREGNANCY AND THE NEONATE SIDS.”. 《Multi-Knowledge Electronic Comprehensive Journal for Education & Science Publications》 (영어): 1–15.
48. ↑  Avşar, TS; McLeod, H; Jackson, L (2021년 3월 26일). “Health outcomes of smoking during pregnancy and the postpartum period: an umbrella review.”. 《BMC Pregnancy and Childbirth》 (영어) 21 (1): 254. doi:10.1186/s12884-021-03729-1. PMC 7995767. PMID 33771100.
49. ↑  Brandt, Allan M. 2007. The Cigarette Century: The Rise, Fall, and Deadly Persistence of the Product that Defined America. New York: Basic Books, p. 450.
50. ↑  Bulletin of the World Health Organization, 2000, 78 (7) p. 893
51. ↑  “2001 Surgeon General's Report | Women and Smoking | Smoking & Tobacco Use | CDC”. 《www.cdc.gov》 (미국 영어). 2019년 6월 18일. 2020년 7월 12일에 확인함.
52. ↑  Drug and Alcohol Dependence Volume 104, Supplement 1, 1 October 2009, Pages S11–S16
53. ↑  World Health Organization. "Female Smoking"
54. 1 2 3 4  Mackay, J. and Amanda Amos. "Women and Tobacco", Respirology 8 (2003):123-130
55. 1 2 3 4  Pampel, F. C. "Global Patterns and Determinants of Sex Differences in Smoking", International Journal of Comparative Sociology 47, no. 6 (2006):466-87.
56. 1 2 3  Doskoch, P. "Many Pregnant Women Use Tobacco in Some Developing Countries" International Family Planning Perspective 34, no. 4 (December 2008): 199-200
57. 1 2 3  Müller, F. and Luis Wehbe. "Smoking and smoking cessation in Latin America: a review of the current situation and available treatments", International Journal of Chronic Obstructive Pulmonary Disease 3, no. 2 (June 2008): 285-293.
58. ↑  Glynn, T. et al., "The Globalization of Tobacco Use: 21 Challenges for the 21st Century", CA A Cancer Journal for Clinicians 60, no. 1 (2010): 50-61.
59. 1 2  Andrews, J. O. and J. Heath. "Women and the global tobacco epidemic: nurses call to action", International Nursing Review 50 (2003): 215-228
60. ↑  “The Tobacco Atlas”. 《www.who.int》 (영어). 2003년 8월 2일에 원본 문서에서 보존된 문서. 2022년 1월 15일에 확인함.
61. ↑  “WHO | World Health Organization”. 《WHO》. 2008년 6월 6일에 원본 문서에서 보존된 문서. 2020년 7월 12일에 확인함.